# Dipodomys merriami insularis
Dipodomys merriami insularis is een zoogdier uit de familie van de wangzakmuizen (Heteromyidae). De wetenschappelijke naam van de soort werd voor het eerst geldig gepubliceerd door Merriam in 1907.

## Voorkomen
De soort komt voor in Mexico.